# 田中啓三
田中 啓三（たなか けいぞう、1968年12月8日 - ）は、日本の俳優。兵庫県出身。レトル所属。以前はマックスプロモートに所属していた。

## 出演

### テレビドラマ
- 三姉妹探偵団（1998年、日本テレビ）
- 恋はあせらず（1998年、フジテレビ）
- 愛、ときどき嘘（1998年、日本テレビ）
- スウィートデビル（1998年、テレビ朝日）
- 青の時代 （1998年、TBS）
- お熱いのがお好き? （1998年、日本テレビ）
- 世紀末の詩 （1998年、日本テレビ）
- 渡る世間は鬼ばかり（1998年、TBS）
- PU-PU-PU （1998年、TBS）
- 渡る世間は鬼ばかり （1998年、TBS）
- 直線の死角 （1998年、TBS）
- 天国に一番近い男（1999年、TBS）
- ラビリンス （1999年、日本テレビ）
- 魔女の条件 （1999年、TBS）
- L×I×V×E （1999年、TBS）
- 笑ゥせぇるすまん （1999年、テレビ朝日）
- 独身生活 （1999年、TBS）
- 恋愛結婚の法則 （1999年、フジテレビ）
- TEAM（1999年、フジテレビ）
- 抱きしめたい! 世紀末スペシャル （1999年、フジテレビ）
- 隣人は秘かに笑う （1999年、日本テレビ）
- 危険な関係 （1999年、フジテレビ）
- 恋愛詐欺師 （1999年、テレビ朝日）
- ベストフレンド （1999年、テレビ朝日）
- 渡る世間は鬼ばかり年末スペシャル（1999年、TBS）
- おばあちゃま、壊れちゃったの? （2000年、テレビ朝日）
- 池袋ウェストゲートパーク（2000年、TBS）
- 伝説の教師 （2000年、日本テレビ）
- オヤジぃ。 （2000年、TBS）
- 義父のいる風景（2000年、TBS）
- 真夏のメリークリスマス（2000年、TBS）
- 平成夫婦茶碗スペシャル（2000年、日本テレビ）
- 白い影 （2001年、TBS）
- ストロベリーオンザショートケーキ （2001年、TBS）
- 私だってキレるわよ!（2001年、TBS）
- 新・星の金貨 （2001年、日本テレビ）
- 天国に一番近い男 （2001年、TBS）
- 恋がしたい恋がしたい恋がしたい （2001年、TBS）
- 世界で一番熱い夏 （2001年、TBS）
- 恋を何年休んでますか 第2話、第5話（2001年、TBS） - 部下 田中
- ハンドク!!! （2001年、TBS）
- 内田春菊の連続女優殺人事件 （2002年、日本テレビ）
- 真夜中の雨 （2002年、TBS） - 門松丈二
- ヨイショの男（2002年、TBS）
- 僕が地球を救う（2002年、TBS）
- 明智小五郎対怪人二十面相（2002年、TBS）
- GOOD LUCK!! （2003年、TBS）
- 高校教師（2003年、TBS）
- 笑顔の法則 （2003年、TBS）
- ホットマン（2003年、TBS）
- 浅見光彦シリーズ「日蓮伝説殺人事件」（2003年、テレビ朝日）
- 一攫千金夢家族2（2003年、TBS）
- 高原へいらっしゃい （2003年、TBS） - 旅行代理店 伊藤
- 白い巨塔 第12話、第13話（2004年、フジテレビ） - 大阪地裁裁判官 勝田
- ドールハウス（2004年、TBS）
- 刑事鬼貫八郎シリーズ「死のある風景」（2004年、日本テレビ）
- 電池が切れるまで （2004年、テレビ朝日）
- 霊感バスガイド事件簿 （2004年、テレビ朝日）
- 大好き五つ子 （2004年、TBS）
- 曲がり角の彼女（2005年、フジテレビ）
- 27歳の夏休み（2005年、TBS）
- 白夜行（2006年、TBS）
- てるてるあした（2006年、テレビ朝日）
- 医龍（2006年、フジテレビ）
- 下北サンデーズ （2006年、テレビ朝日）
- トリプルキッチン （2006年、TBS）
- 鉄板少女アカネ （2006年、TBS）
- 演歌の女王（2007年、日本テレビ）
- 菊次郎とさき（2007年、テレビ朝日）
- だいすき!!（2008年、TBS）
- ROOKIES 第5話、第6話（2008年、TBS） - 対用賀学園練習試合 主審
- ロト6で3億2千万当てた男（2008年、テレビ朝日）
- ラブレター （2008年〜2009年、TBS） - セミレギュラー 主人公中学生時代の担任 藤田芳雄
- RESCUE〜特別高度救助隊（2009年、TBS）
- MR.BRAIN（2009年、TBS）
- 結党!老人党（2009年、WOWOW）
- JIN-仁-（2009年、TBS）
- アンタッチャブル〜事件記者・鳴海遼子〜 （2009年、テレビ朝日）
- こち亀（2009年、TBS）
- 刑事一代 （2009年、テレビ朝日）
- 3.20 地下鉄サリン事件 （2010年、TBS）
- ヤンキー君とメガネちゃん （2010年、TBS） - キャバクラ店長
- 黄金の豚（2010年、日本テレビ）
- 検事・鬼島平八郎 （2010年、テレビ朝日）
- ヘブンズ・フラワー The Legend of ARCANA（2011年、TBS）
- エセ肉食女の恋愛事情（2011年、BeeTV）
- 悪女について （2012年、TBS）
- ビギナーズ!（2012年、TBS）
- パーフェクトブルー （2012年、TBS）
- レジデント〜5人の研修医（2012年、TBS） - 居酒屋 オカマ店長
- 相棒（テレビ朝日）
  - season11 元日スペシャル「アリス」（2013年）- 出店の男
  - Season14 第15話（2016年、）
  - Season15 元日スペシャル（2017年） - 吉田剛
- 鬼刑事 米田耕作シリーズ(2)「黒いナースステーション」（2013年、フジテレビ）
- クロコーチ（2013年、TBS）
- S -最後の警官-（2014年、TBS）
- 遺品の声を聴く男シリーズ(5)（2014年、テレビ朝日）
- おやじの背中（2014年、TBS）
- ごめんね青春!（2014年、TBS）
- ORANGE 〜1.17命懸けで闘った消防士の魂の物語〜（2015年、TBS）
- 花嫁のれん（2015年、フジテレビ） - 体育教師 川上
- 銭の戦争（2015年、フジテレビ）
- 天皇の料理番（2015年、TBS）
- 事件16（2015年、テレビ朝日） - ビル警備員 戸崎琢磨
- デスノート第1話（2015年、日本テレビ） - 音原田九郎
- 表参道高校合唱部! 第8話、第9話（2015年、TBS） - 三田村
- わたしを離さないで 第7話（2016年、TBS）
- 警視庁・捜査一課長 第1話（2016年、テレビ朝日） - 立花宏
- 仰げば尊し（2016年、TBS）
- 水晶の鼓動〜殺人分析班 第2話（2016年、WOWOW）
- IQ246〜華麗なる事件簿〜（2016年、TBS）
- 特殊犯罪課・花島渉2　絶対に失敗しない最強の交渉人！（2017年、テレビ朝日）
- 都庁爆破！新春ドラマスペシャル（2018年、TBS）
- 隣の家族は青く見える （2018年、フジテレビ）
- NHKスペシャル　メルトダウン7 （2018年、NHK）
- 浅見光彦シリーズ「浅見光彦殺人事件」（2018年、フジテレビ）
- dele （2018年、テレビ朝日)
- 義母と娘のブルース （2018年、TBS)
  - 義母と娘のブルース 2022年謹賀新年スペシャル（2022年1月2日）
- 駐在刑事 （2018年、テレビ東京)
- ストロベリーナイト・サーガ（2019年、フジテレビ） ‐ 越野忠光
- 集団左遷 第1話、第5話、第6話（2019年、TBS)
- パーフェクトワールド （2019年、フジテレビ)
- 俺の話は長い （2019年、日本テレビ)
- パパがも一度恋をした （2020年、フジテレビ)
- 天国と地獄〜サイコな2人〜 （2021年、TBS)
- 刑事7人 （2021年、テレビ朝日)
- マイファミリー 第1話（2022年4月10日、TBS）
- Get Ready! 第2話（2023年、TBS)
- VIVANT 第8話（2023年、TBS)
- マルス-ゼロの革命- 第2話（2024年、テレビ朝日)
- アンチヒーロー 第9話（2024年6月9日、TBS） - 刑事 役
- あんぱん 第75話（2025年、NHK)

### 映画
- 僕だけがいない街（2016年、ワーナー・ブラザース映画）
- 相棒-劇場版IV- (2017年、東映映画)
- 夏目アラタの結婚（2024年、ワーナー・ブラザース映画）

### Netflix
- 御手洗家、炎上する（2023年）